# Gereformeerde kerk (Bunde)
De Gereformeerde kerk (Altreformierte Kirche) in Bunde is het grootste kerkgebouw van de Gereformeerde Kerken in de Duitse regio Oost-Friesland. De kerk werd in 1965 gebouwd.

## Geschiedenis
Al vanaf 1835 begonnen ontevreden mensen over de in hun ogen te vrijzinnige leer van de hervormde kerk in woonhuizen bijeen te komen, die later  de hervormde kerk verlieten. Aan de basis van deze afscheiding stond Hendrik de Cock, die in Hoogezand en in 1837 ook in Stapelmoorerheide en in andere plaatsen van het Reiderland preekte en een terugkeer van de oude gereformeerde geloofsartikelen nastreefde. Rond 1850 hield Geerd Kramer (* 15 juli 1828 in Bunderhee; † 23 januari 1915 in Monster), predikant uit Veldhausen, bijeenkomsten in een met riet gedekte schuur. Op 7 mei 1858 stichtte Kramer samen met 21 personen de gereformeerde gemeente van Bunde. Op de plaats van de schuurkerk werd in 1859 een eerste kerkgebouw gebouwd, dat al het volgende jaar door een storm werd geveld. In 1862 beriep de gemeente Frans Michel Penning (* 23 april 1818 te Möhlenwarf; † 19 juni 1869 te Bunde) tot de eerste gereformeerde dominee van Bunde. Zijn zoon, Louwrens Penning, zou later een bekend Nederlands schrijver worden. De gereformeerde gemeente groeide snel en kende in 1863 al ongeveer 100, in 1871 circa 200, in 1880 rond 220 en in 1907 tussen de 200 en 250 leden. De groei van de gemeente vereiste in 1870 de bouw van een tweede kerk aan de Weenerstraße, een eenvoudige kerk met rondboogramen waar circa 300 mensen plaats konden nemen.
Omdat de gereformeerde kerk aanvankelijk niet werd erkend en er van overheidswege en de hervormde kerk repressieve maatregelen jegens de orthodoxere gereformeerden werden getroffen, emigreerden in de jaren 1860 tot 1890 veel leden van de nieuwe gemeente naar de Verenigde Staten.
Vanaf 1955 werd er gesproken over nieuwbouw van één grote kerk, die in de jaren 1962-1965 naar een ontwerp van de architect Bochmann uit Loga werd gerealiseerd. De bouw vond achter de oude kerk plaats, die na de voltooiing vervolgens werd gesloopt. Tijdens de inhuldiging kreeg de kerk de naam Eben-haezerkerk.

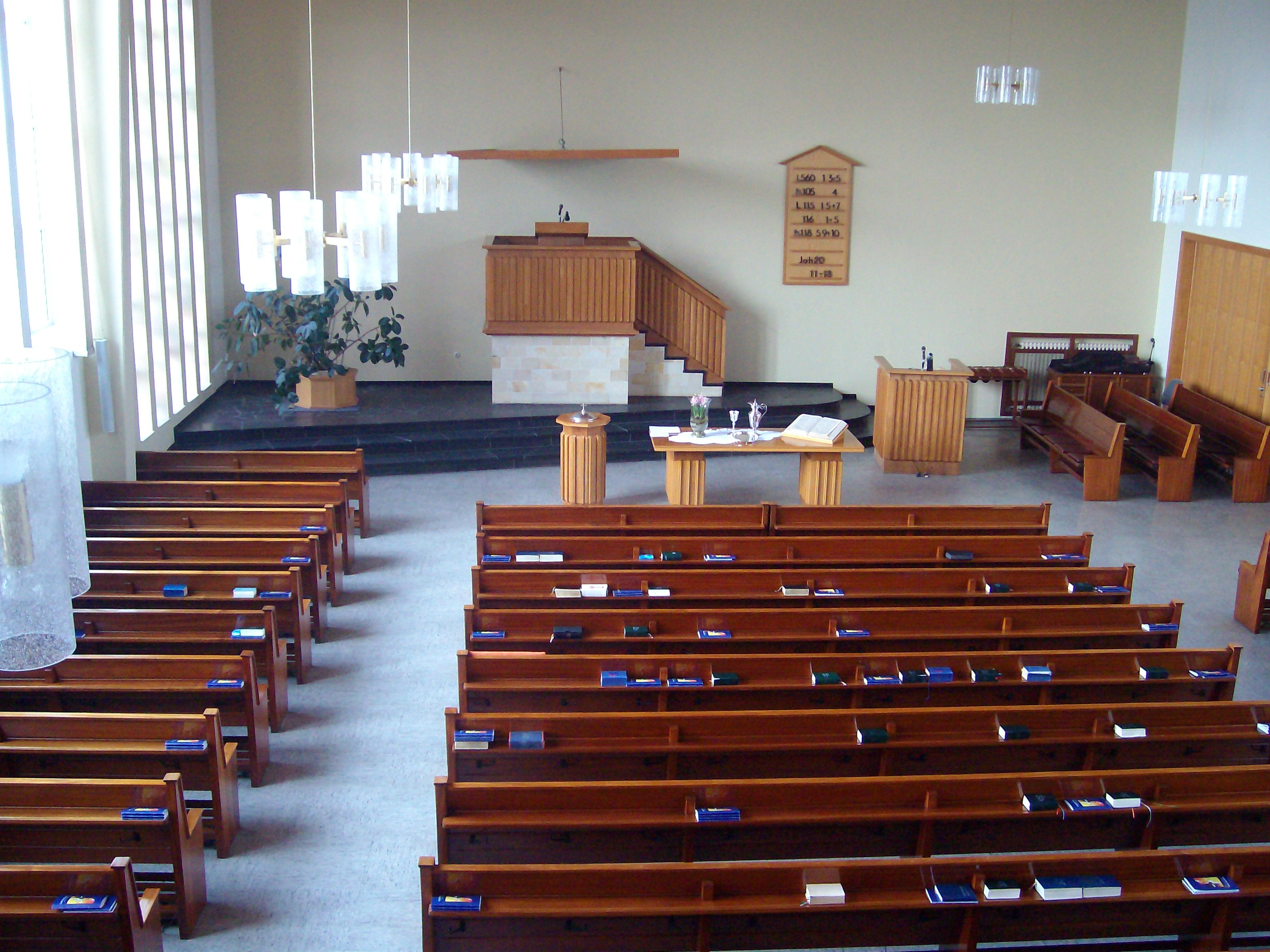
Het interieur van de kerk

In de jaren 1972-1976 vond er een aanzienlijke vergroting van het gebouw plaats. De beide klokken werden geschonken door een gemeentelid. In 1995 werden het dak en in de jaren 2005-2006 de kerk en de toren gerenoveerd.

## Beschrijving
De kerk kent geen oostelijke oriëntatie en wordt overdekt door een zadeldak. Aan de westelijke hoek bevindt zich een hoge klokkentoren met een vlak zadeldak, die tegelijkertijd als toegang dient. De toren wordt via een kleine aanbouw verbonden met het kerkschip. De klokken werden in 1978 gegoten en wegen 873 kg. (Fis gestemd) en 518 kg. (A gestemd).
Aan de straatzijde in het zuidwesten bevindt zich in het middelste deel een vijfhoekig wit veld met negen smalle ramen met kleurrijke glazen die tot hoog in de gevel reiken. De ramen in de beide lengtemuren zijn daarentegen kleurloos. In de noordelijke kant bevinden zich eenvoudige rechthoekige ramen die verder naar de noordelijke hoek meer naar beneden reiken en daar eveneens in een wit veld worden ingebonden. Terwijl aan de zuidoostelijke kant hooggeplaatste ramen het interieur verlichten, bleef de noordoostelijke kant, waar de preekstoel staat, zonder ramen.

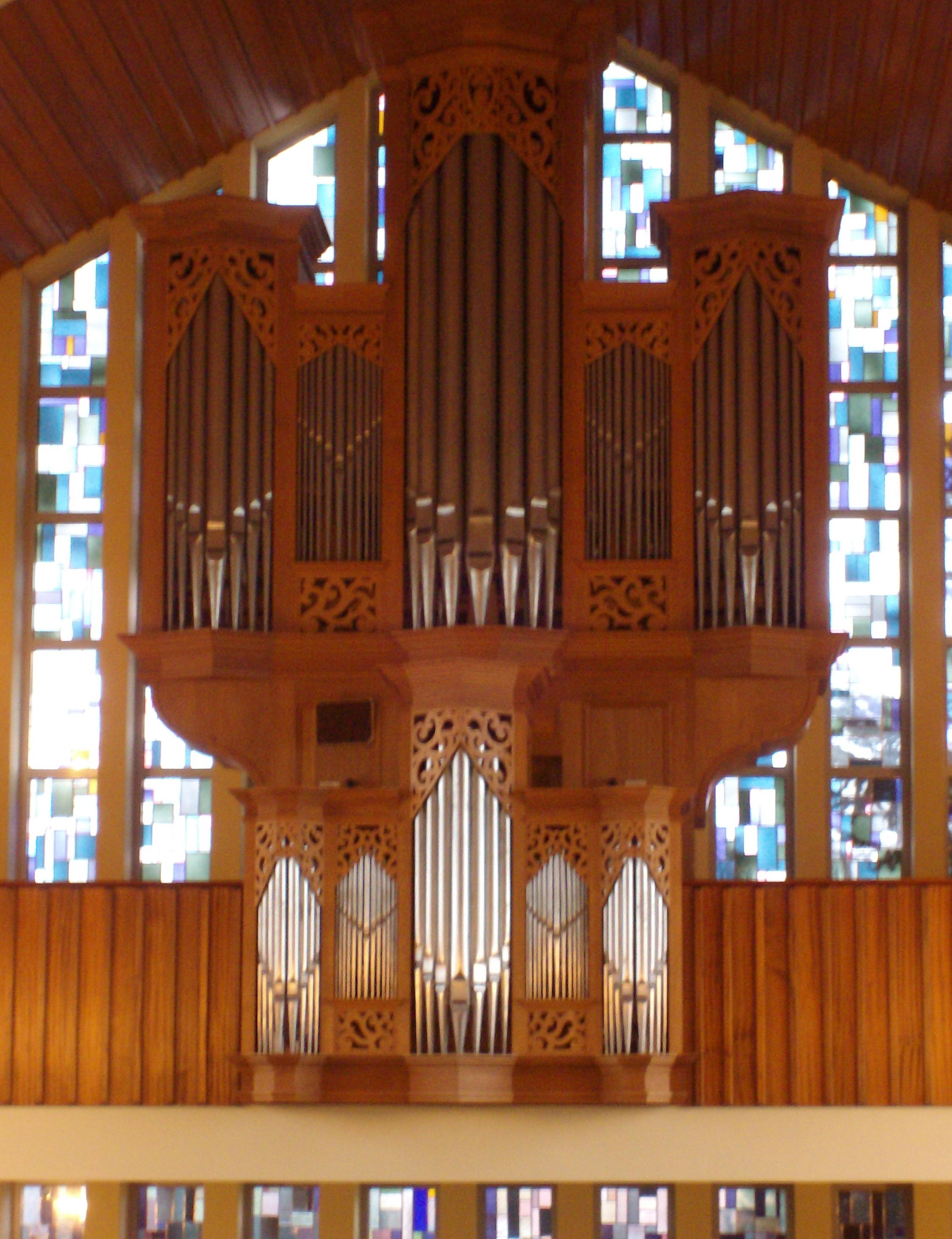
Het orgel in de gereformeerde kerk van Bunde

## Interieur
Het spits toelopende plafond van de kerk wordt door meerdere vijfhoekige betonnen pijlers gedragen en is met hout bekleed. Het interieur is overeenkomstig de gereformeerde traditie eenvoudig vormgegeven. Op de zuidoostelijke kant is een galerij geplaatst, waarop het kerkorgel staat. De houten preekstoel aan de noordoostelijke muur met het trapeziumvormige klankbord rust op een stenen sokkel. Rechts daarvan bevinden zich een houten lezenaar en banken. Voor de preekstoel staat het doopvont en een tafel. De mahonie kerkbanken worden doorsneden met twee doorgangen.
Het zilveren avondmaalsgerei werd in 1894 geschonken. De oude kanselbijbel vond in de nieuwe kerk weer een plaats.
Het orgel uit de voorgangerkerk, dat in 1923 door de firma Paul Faust met vijf registers werd gebouwd, werd in de jaren 1946-1947 door Paul Ott tot 13 registers vergroot. Het kreeg een plaats in de nieuwbouw van 1965 en deed vervolgens nog eens veertien jaren dienst, tot het orgel volledig onbespeelbaar was. In de jaren 1979-1980 leverde de orgelbouwfirma Alfred Führer onder leiding van Fritz Schild een nieuw barok instrument met dertien registers verdeeld over twee manualen.